# Live in San Francisco (album ProjeKct Four)
Live in San Francisco: The Roar Of P4 – album koncertowy zespołu ProjeKct Four, wydany w sierpniu 1999 roku nakładem Discipline Global Mobile w ramach serii The King Crimson Collectors’ Club – nr 7.

## Historia i muzyka albumu
W maju 1997 roku muzycy wchodzący w skład ówczesnego zespołu King Crimson podjęli decyzję o kontynuowaniu działalności w ramach projektu ProjeKcts, równolegle z King Crimson. Powstały w sumie cztery zespoły, złożone z trzech lub czterech muzyków i noszące kolejne numery: One, Two, Three i Four. ProjeKct Four zagrał w październiku i listopadzie 1998 roku w Stanach Zjednoczonych siedem koncertów, udokumentowanych dwoma albumami: West Coast Live i The Roar Of P4. Utwory „Heavy ConstruKction” i „Light ConstruKction” to wariacje i zarazem zapowiedź „The ConstruKction of Light”, tytułowego utworu albumu The ConstruKction of Light.

## Lista utworów
Lista i informacje (o ile nie zaznaczono inaczej) według Discogs:
| Nr | Tytuł utworu              | Muzyka                         | Długość |
| -- | ------------------------- | ------------------------------ | ------- |
| 1. | „Ghost”                   | Fripp, Gunn, Levin, Mastelotto | 8:50    |
| 2. | „Heavy ConstruKction”     | Belew, Fripp, Gunn             | 9:14    |
| 3. | „Light ConstruKction”     | Belew, Fripp, Gunn             | 8:32    |
| 4. | „Deception Of The Thrush” | Belew, Fripp, Gunn             | 9:04    |
| 5. | „Seizure”                 | Fripp, Gunn, Levin, Mastelotto | 7:54    |
| 6. | „Ghost 3”                 | Fripp, Gunn, Levin, Mastelotto | 12:13   |
| 7. | „ProjeKction”             | Fripp, Gunn, Levin, Mastelotto | 10:10   |
|    |                           |                                | 1:05:57 |

Nagrano 1 listopada 1998 w The 7th Note, San Francisco.
Do albumu dołączono 24-stronicową książeczkę z adnotacjami i esejem Pata Mastelotto, „Notes from the Drumseat”, zdjęciami oraz dalszym ciągiem wpisów z dziennika Discipline Global Mobile autorstwa Frippa.

### Muzycy
- Robert Fripp – gitara
- Trey Gunn – Touch guitar, talker
- Tony Levin – gitara basowa, Chapman stick,
- Pat Mastelotto – perkusja elektroniczna, programowanie (klawisze)

### Pozostałe informacje
- produkcja – Robert Fripp, David Singleton
- zdjęcia – John Sinks
- projekt okładki – Hugh O’Donnell